# 辉特扎哈诺尔
辉特扎哈诺尔，又作辉图扎哈诺尔，是位于中国内蒙古自治区通辽市霍林郭勒市市区西南的一个湖泊。其位置约为东经119°21′，北纬45°24′。湖面海拔920米，面积约为1.8-2.05平方公里，属咸水湖。湖泊属于蒙新高原区。它的一级流域为内流区诸河，二级流域为内蒙古内流区。辉特扎哈诺尔来自蒙古语，是北边湖的意思。

### 书目
- 牧寒. . 内蒙古人民出版社. 2003. ISBN 9787204039883.